# قره‌سو (آستارا)
قره‌سو روستایی از توابع بخش لوندویل شهرستان آستارا در استان گیلان ایران است.

## جمعیت
براساس سرشماری مرکز آمار ایران در سال ۱۳۸۵، جمعیت آن ۱٬۵۲۴ نفر (۳۵۱خانوار) بوده‌است.